# Marmosetten
Die Marmosetten (Callitrichini) sind eine Gattungsgruppe aus der Primatenfamilie der Krallenaffen (Callitrichidae). Sie umfassen über 20 Arten, die in die vier Gattungen Büschelaffen (Callithrix), Seidenäffchen (Mico), Schwarzkronen-Seidenäffchen (Callibella) und Zwergseidenäffchen (Cebuella) unterteilt werden. Der Name Marmosetten kommt vom französischen Marmouset, was groteske Figur bedeutet.

## Merkmale
Marmosetten sind wie alle Krallenaffen relativ kleine Primaten, mit dem Zwergseidenäffchen gehört auch der kleinste Vertreter der Eigentlichen Affen zu ihnen. Sie erreichen eine Kopfrumpflänge von 12 bis 30 Zentimeter, der Schwanz wird 17 bis 40 Zentimeter lang und das Gewicht variiert zwischen 85 und 470 Gramm. Ihr Fell ist kurz und dicht, seine Färbung reicht von weiß über grau und braun bis schwarz, manchmal sind der Kopf, der hintere Teil des Rumpfes, die Gliedmaßen oder der Schwanz kontrastierend gefärbt. Einige Vertreter weisen Ohrbüschel auf. Die Gliedmaßen sind eher kurz, wie bei allen Krallenaffen befinden sich an den Fingern und Zehen (mit Ausnahme der Großzehe) Krallen statt Nägeln.
Marmosetten zeigen eine einzigartige Spezialisierung des Gebisses. Die Schneidezähne sind vergrößert und die Eckzähne verkleinert, sodass alle vorderen Zähne etwa gleich hoch sind. Die Schneidezähne sind – ähnlich denen der Nagetiere – meißelartig, da die dünne Schmelzschicht an der Innenseite schnell abgenutzt ist. Dieses spezialisierte Gebiss dient dazu, Löcher in die Baumrinde zu nagen, um an Baumsäfte zu gelangen.

## Verbreitung und Lebensraum

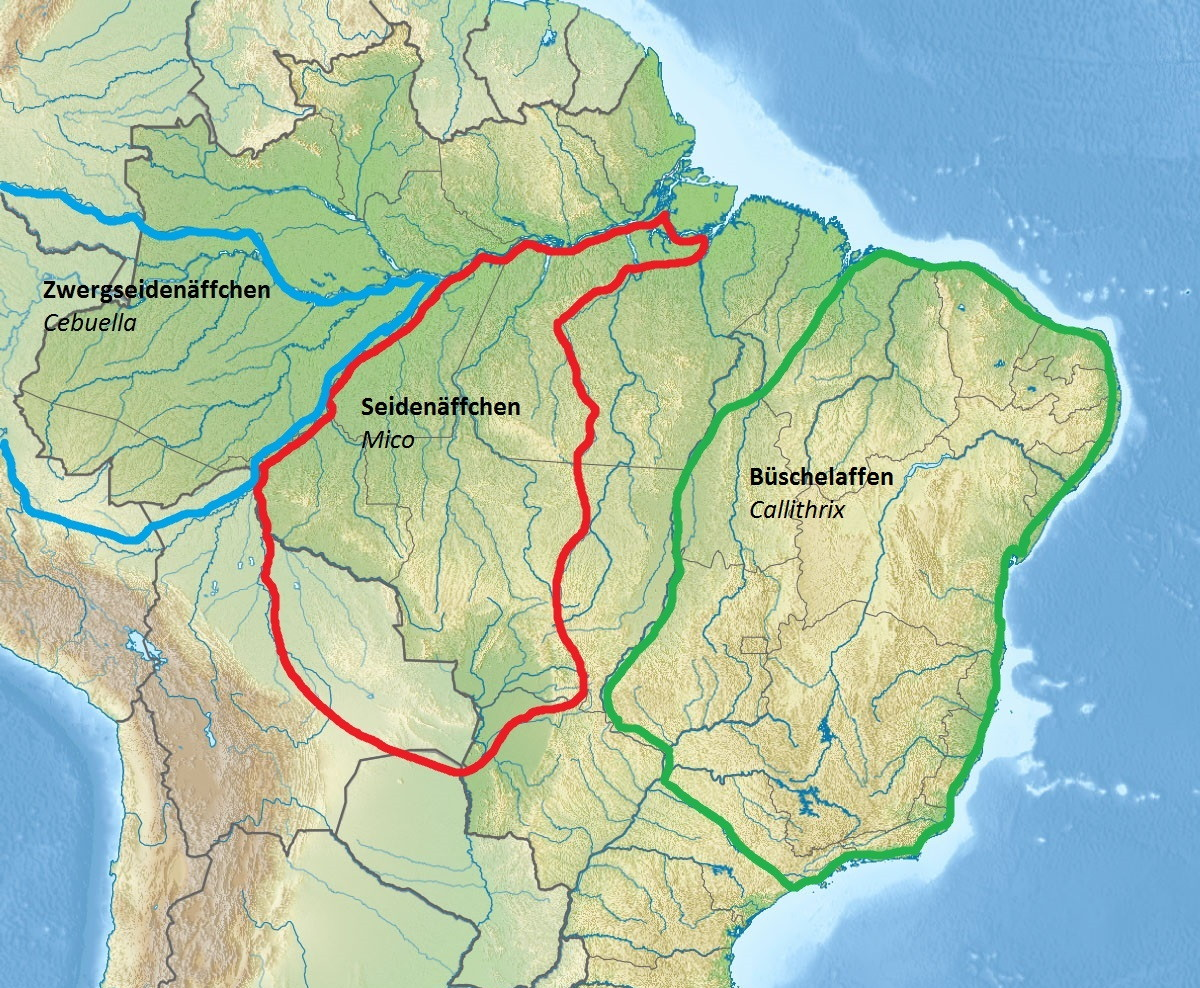
Die Verbreitungsgebiete von drei der vier Marmosettengattungen

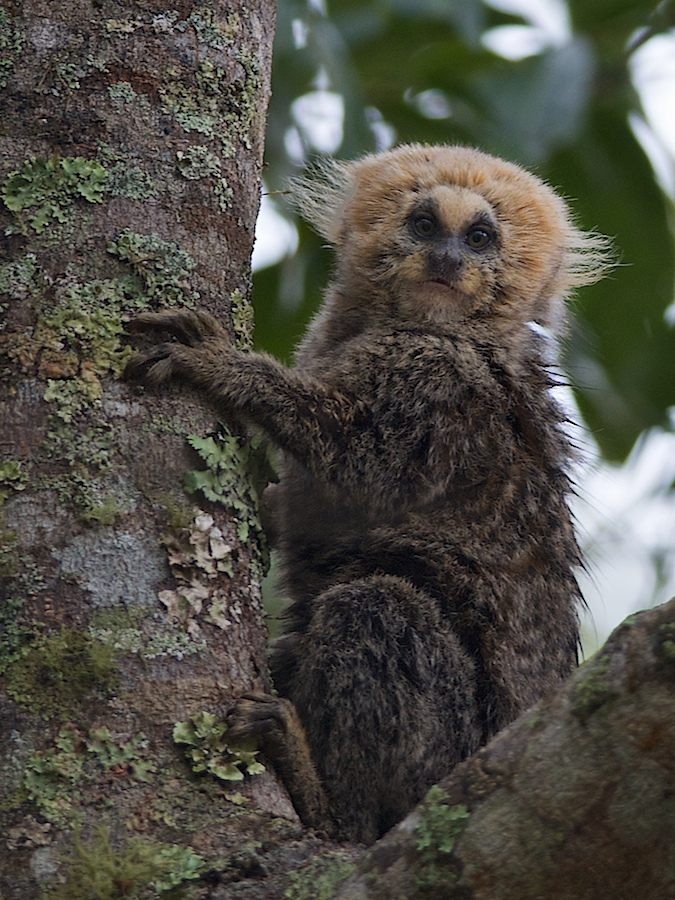
Gelbkopf-Büschelaffe

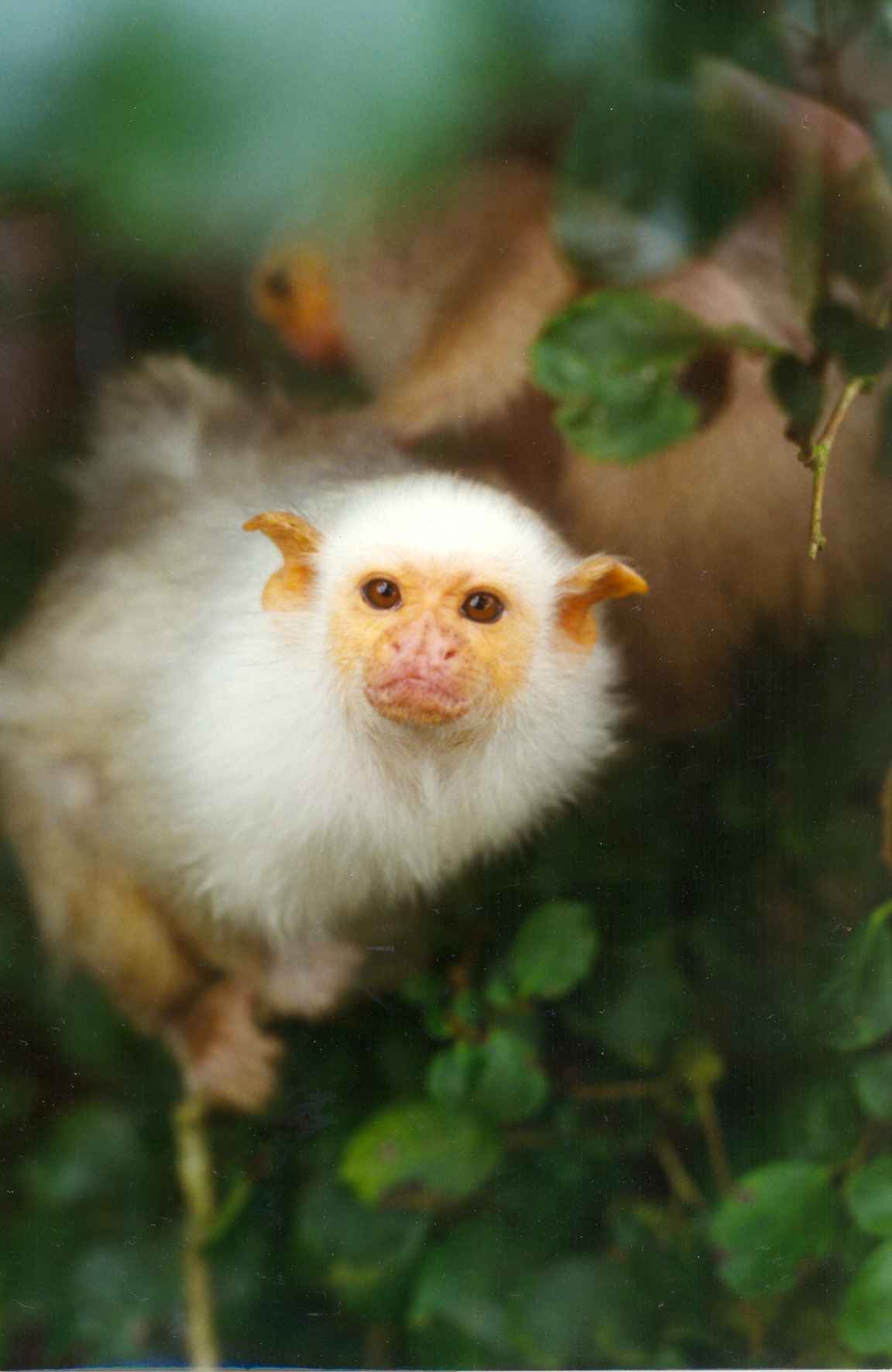
Das Silberäffchen ist ein Vertreter der Seidenäffchen.

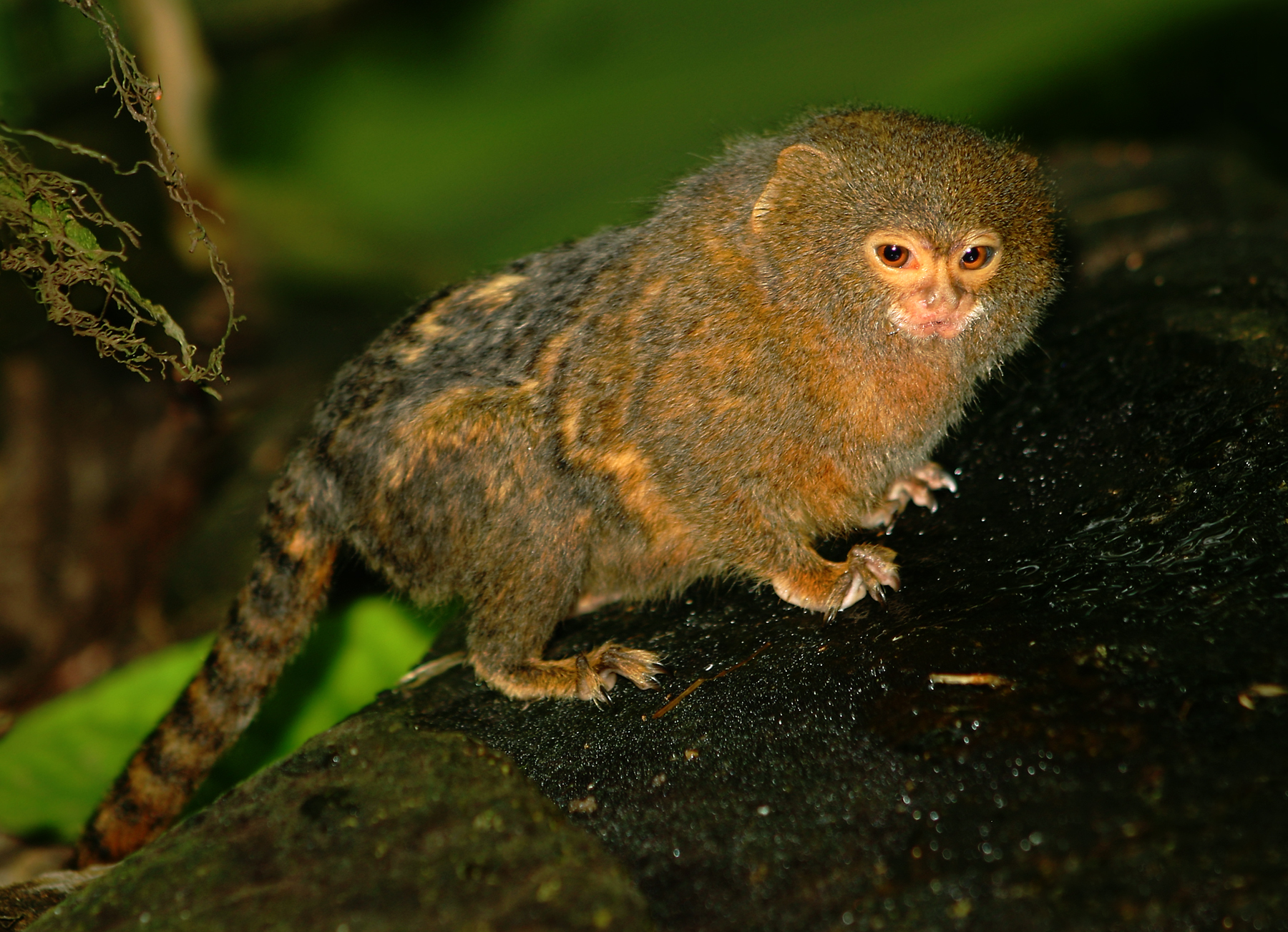
Die Zwergseidenäffchen sind die kleinsten Vertreter der Marmosetten und die kleinsten Trockennasenaffen überhaupt.

Marmosetten sind in Südamerika beheimatet. Die Mehrzahl der Arten lebt im Amazonasbecken südlich des Rio Japurá und des Amazonas im nördlichen Brasilien, einige auch in angrenzenden Regionen (südliches Kolumbien, östliches Ecuador, östliches Peru und nördliches Bolivien). Einzig die Büschelaffen kommen im östlichen und südöstlichen Brasilien vor.
Lebensraum dieser Tiere sind Wälder, wobei sie sich sowohl in Regen- als auch in Trockenwäldern aufhalten. Sie bevorzugen Sekundärwälder und Waldrandgebiete, die dicht mit Unterholz bewachsen sind. Sie sind relativ anpassungsfähig und lassen sich manchmal auch in Plantagen und Gärten finden.

## Lebensweise
Marmosetten sind wie alle Krallenaffen tagaktiv, in der Nacht schlafen sie im Pflanzendickicht oder in Baumhöhlen. Im Geäst bewegen sie sich auf allen vieren oder springend, dank ihrer Krallen können sie auch senkrechte Stämme gut entlangklettern.
Sie leben in Gruppen von zwei bis 15 Tieren. In Gefangenschaft lassen sie sich nur in monogamen Familiengruppen halten, in freier Wildbahn kommen sie teilweise auch in größeren, komplexeren Gruppen mit mehreren ausgewachsenen Männchen und Weibchen vor. Nur das dominante Weibchen einer Gruppe pflanzt sich fort. Bei Weißbüschelaffen ist der Eisprung der untergeordneten Weibchen unterdrückt, sodass diese nicht fortpflanzungsfähig sind.

## Nahrung
Baumsäfte, an die sie mit ihren spezialisierten Zähnen gelangen, machen bei vielen Marmosetten einen wichtigen oder sogar den Hauptbestandteil der Nahrung aus. Daneben fressen sie Früchte und andere Pflanzenbestandteile sowie Insekten und andere Kleintiere, manchmal auch Wirbeltiere.

## Fortpflanzung
Nach einer rund 130- bis 150-tägigen Tragzeit bringt das Weibchen meist zweieiige Zwillinge zur Welt. Die Jungtiere sind bei der Geburt sehr groß und erreichen rund 25 % des Gewichtes der Mutter. Der Vater und die anderen Gruppenmitglieder beteiligen sich intensiv an der Jungenaufzucht, sie tragen sie, beschäftigen sich mit ihnen und übergeben sie der Mutter nur zum Säugen. Die Fortpflanzungsrate ist hoch, schon fünf bis acht Monate nach der Geburt kann das Weibchen erneut werfen. Die Jungtiere werden mit einigen Monaten entwöhnt und mit einem bis eineinhalb Jahren geschlechtsreif.

## Systematik
Insgesamt werden über 20 Arten unterschieden, wobei es bei den Seidenäffchen Berichte über neue, noch nicht wissenschaftlich beschriebene Arten gibt.
- Büschelaffen (Callithrix)
  - Weißbüschelaffe (Callithrix jacchus)
  - Gelbohr-Büschelaffe oder Weißpinselaffe (Callithrix aurita).
  - Weißkopf-Büschelaffe (Callithrix geoffroyi)
  - Gelbkopf-Büschelaffe (Callithrix flaviceps)
  - Schwarzbüschelaffe oder Schwarzpinselaffe (Callithrix penicillata)
  - Kuhl-Büschelaffe (Callithrix kuhlii)
- Seidenäffchen (Mico)
  - Acarí-Seidenäffchen (Mico acariensis)
  - Silberäffchen (Mico argentata)
  - Gelbweißes Seidenäffchen (Mico chrysoleuca)
  - Braunes Seidenäffchen (Mico emiliae)
  - Weißschulter-Seidenäffchen (Mico humeralifera)
  - Aripuanã-Seidenäffchen (Mico intermedia)
  - Weißes Seidenäffchen (Mico leucippe)
  - Marca-Seidenäffchen (Mico marcai)
  - Maués-Seidenäffchen (Mico mauesi)
  - Schwarzschwanz-Seidenäffchen (Mico melanura)
  - Munduruku-Seidenäffchen (Mico munduruku)
  - Schwarzkopf-Seidenäffchen (Mico nigriceps)
  - Rondonia-Seidenäffchen (Mico rondoni)
  - Sateré-Seidenäffchen (Mico saterei)
  - Schneider-Seidenäffchen (Mico schneideri)
- Gattung Callibella
  - Schwarzkronen-Seidenäffchen (Callibella humilis)
- Gattung Zwergseidenäffchen (Cebuella)
  - Weißbauch-Zwergseidenäffchen (Cebuella niveiventris)
  - Gelbbauch-Zwergseidenäffchen (Cebuella pygmaea)

Ihr nächster Verwandter innerhalb der Krallenaffen ist vermutlich der Springtamarin.